# Pileolaria regalis
Pileolaria regalis är en ringmaskart som beskrevs av Bailey och Harris 1968. Pileolaria regalis ingår i släktet Pileolaria och familjen Serpulidae. Inga underarter finns listade i Catalogue of Life.